# Giuseppe Imperatrice
Giuseppe Imperatrice (Napoli, 27 luglio 1832 – Napoli, 12 gennaio 1904) è stato un avvocato, magistrato e politico italiano.

## Biografia
Nato a Napoli conseguì nella stessa città la laurea in giurisprudenza nel 1853 e nello stesso anno iniziò l'attività di avvocato. Nel 1862 entrò nella magistratura dove raggiunse la carica di Consigliere di Corte d'Appello.
Nel 1874 fu candidato alla camera dei deputati e fu eletto nel collegio elettorale di Acerenza al primo turno. Nella successiva legislatura fu confermato nello stesso collegio con 617 voti su 618 votanti.
Fu eletto al parlamento anche nella XIV e nella XVI legislatura.
Si dimise dalla carica di deputato, sul finire del 1889, durante la XVI legislatura.